# Маунт Керол (Илиноис)
Маунт Керол (енгл. Mount Carroll) град је у америчкој савезној држави Илиноис. По попису становништва из 2010. у њему је живело 1.717 становника.

## Демографија
Према попису становништва из 2010. у граду је живело 1.717 становника, што је 115 (6,3%) становника мање него 2000. године.
| Група             | 2000.         | 2010.         |
| Белци             | 1.793 (97,9%) | 1.641 (95,6%) |
| Афроамериканци    | 3 (0,2%)      | 4 (0,2%)      |
| Азијати           | 5 (0,3%)      | 11 (0,6%)     |
| Хиспаноамериканци | 24 (1,3%)     | 46 (2,7%)     |
| Укупно            | 1.832         | 1.717         |